# ガニー
ガニー （Gagny）は、フランス、イル＝ド＝フランス地域圏、セーヌ＝サン＝ドニ県のコミューン。

## 地理

ガニーの位置

パリの東約15km地点に位置する。北東をモンフェルメイユ、北をクリシー＝ス＝ボワ、北西をル・ランシー、西をヴィルモンブル、南をヌイイ＝シュル＝マルヌ、南東をグルネ＝シュル＝マルヌ、東をシェルと接する。

## 歴史

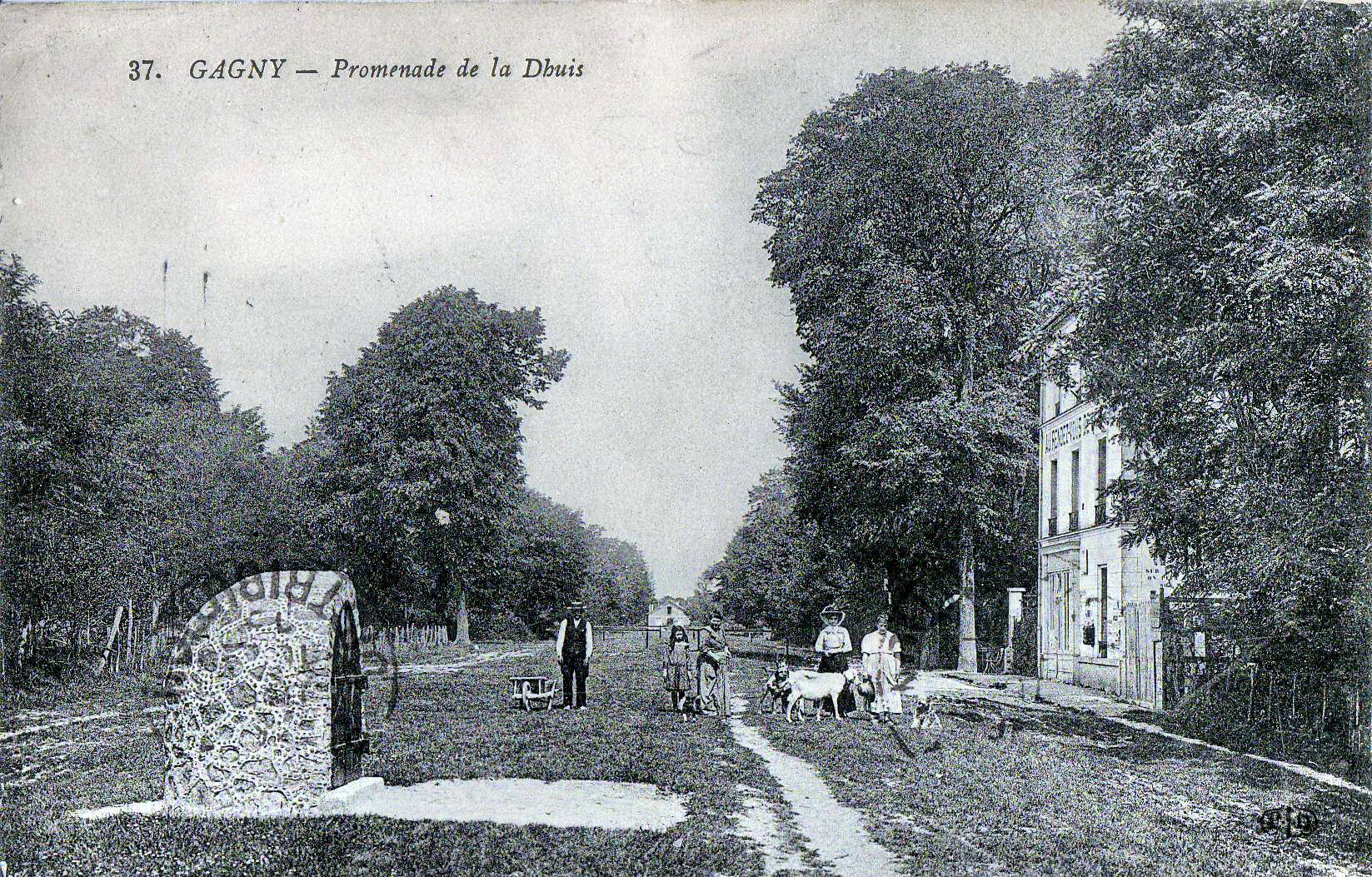
1915年頃のガニー

マルヌ川谷とモンフェルメイユの斜面の間に、ヴィッラのGanniacumが広がっていた。ヴィッラはGaniacoまたはGanniosの所有であった。6世紀の名はGavaniacumであった。9世紀にはWaniacus、フィリップ2世時代はGuaniacumであった。
11世紀、アデール・ド・シャンパーニュによってこの地に小修道院がつくられた。13世紀には、ベアトリス・ド・モンフェルメイユの夫エティエンヌ・ド・ガニーが領主だった。この小修道院は1771年に教会当局に廃止されるまで存続した。教会は13世紀のものである。
ガニーには多くの城があり、そのうちのいくつかは重要なものだった。1765年に廃止された城は王の執事ドミニク・ド・フェラーリの所有だった。城付属の公園内には、サン・フィアスの泉がある。この水源は18世紀までル・ランシーの公園へ供給されていた。メゾン・ルージュ城はルイ13世様式で、モンフェルメイユ侯爵オッカール家が相続してきた。1845年にはルイ・フィリップが城を買い、19世紀には修道女ブエが所有した。
フランス革命中、城は打ち捨てられ、タンプル・ド・ラ・レゾン（fr:Temple de la Raison、理性崇拝の神殿。キリスト教に替えて国家宗教とされた）に変えられた。1814年には第六次対仏大同盟軍に占領され、1870年の普仏戦争の間にはプロイセン軍に占領された。
1869年、ガニーに属するわずかな土地がリヴリー＝ガルガン、クリシー＝ス＝ボワへ移った。同時にル・ランシーが生まれた。
第一次世界大戦中、タクシー・ド・ラ・マルヌ（fr、マルヌ・タクシー）のパリや郊外にあるタクシーが徴用された。これらの車はマルヌ会戦でドイツを撃墜しようとする前線へ送られていった。

## 交通
- 鉄道 - RER E線ガニー駅またはシュネ＝ガニー駅。

## 姉妹都市
- ミンデン、ドイツ
- シャルロッテンブルク＝ヴィルマースドルフ区、ベルリン、ドイツ
- タヴァルネッレ・ヴァル・ディ・ペーザ、イタリア
- サットン、イギリス
- グラッドサクセ、デンマーク